# 作間龍斗
作間 龍斗（日语：／ Sakuma Ryuto，2002年9月30日—）是日本神奈川縣出身的偶像、歌手、演員。隸屬於STARTO ENETERTAINMENT，是旗下小傑尼斯團體「ACEes」的成員。

## 演出作品

### 電視劇
- 戀愛病與男子班（2019年7月20日 - 9月21日，BS日本） - 主演・七瀬誠（與小傑尼斯主演）
  - 戀愛病與男子班 Season2（2022年1月25日 - 3月29日，日本電視台） - 主演・七瀬誠（與小傑尼斯主演）
- DIVE!!跳水男孩（2021年4月15日〈14日深夜〉 - 7月1日〈6月30日深夜〉，東京電視台） - 主演・富士谷要一（與高橋優斗、井上瑞稀共同主演）[1]
- 全力！清潔工（2022年4月18日 - 6月20日，ABC電視台） - 主演・三津豆亮（HiHi Jets 5位成員共同主演）[2]
- 廚刀與小青椒 -一日料理帖-（2023年3月24日 - 5月26日，WOWOW）- 飾 山口周[3]
- 沒有被爐的房子（2023年10月18日 - 12月20日，日本電視台） - 飾 深堀順基
- NHK大河劇 怎麼辦家康 第44回 - 最終回（2023年11月19日 - 12月17日，NHK綜合） - 飾 豐臣秀賴

### 電影
- 手写信（2021年10月22日、SHOWGATE）- 飾
- Village（2023年4月21日、KADOKAWA） - 飾 中井惠一
- 我家弟弟們給你添麻煩了（2024年12月6日、松竹）- 飾 成田源
- 和山田談場Lv999的戀愛（2025年3月28日、KADOKAWA） - 主演・山田秋斗（與山下美月雙主演）

### 電視節目
- 痛快TV爽快JAPAN 胸キュンスカッと「成人式の答え合わせ」（2021年1月11日、富士電視台） - 飾 片桐新太
- 超多様性トークショー! なれそめ（2023年4月7日 - 、NHK教育頻道） - 每周更换常规

### 廣播劇
- 自动反转（2020年12月7日 - 、日本民間放送聯盟×radiko共同企画「TOMORROW PROJECT」民放廣播99局 放送・配信） - 主演・高階良彦（與猪狩蒼弥雙主演）

### 舞台劇
- 2015新春 JOHNNYS' World（2015年1月1日 - 27日、帝国劇場）
- JOHNNYS' ALL STARS IsLAND（2016年12月3日 - 2017年1月24日、帝国劇場）
- JOHNNYS' YOU&ME IsLAND（2017年9月6日 - 30日、帝国劇場）

### CM
- 三井不動産Realty 三井のリハウス（2019年5月 - 9月） - 息子
- 森永製菓
  - 「大玉巧克力球」カリサク篇（2022年2月25日 - ） - Web廣告[4]
  - 「大玉巧克力球」もちもち篇（2022年8月29日 - ） - Web廣告

## 书籍

### 杂志连载
- FINEBOYS（2022年12月号 - 、日之出出版） - 常规模特兒

## 外部連結
- Johnny's net > 小傑尼斯 （页面存档备份，存于） - 傑尼斯事務所官方網站
- 作間龍斗 官方介紹 （页面存档备份，存于） - ISLAND TV